# Friedrich Albert Schmidt

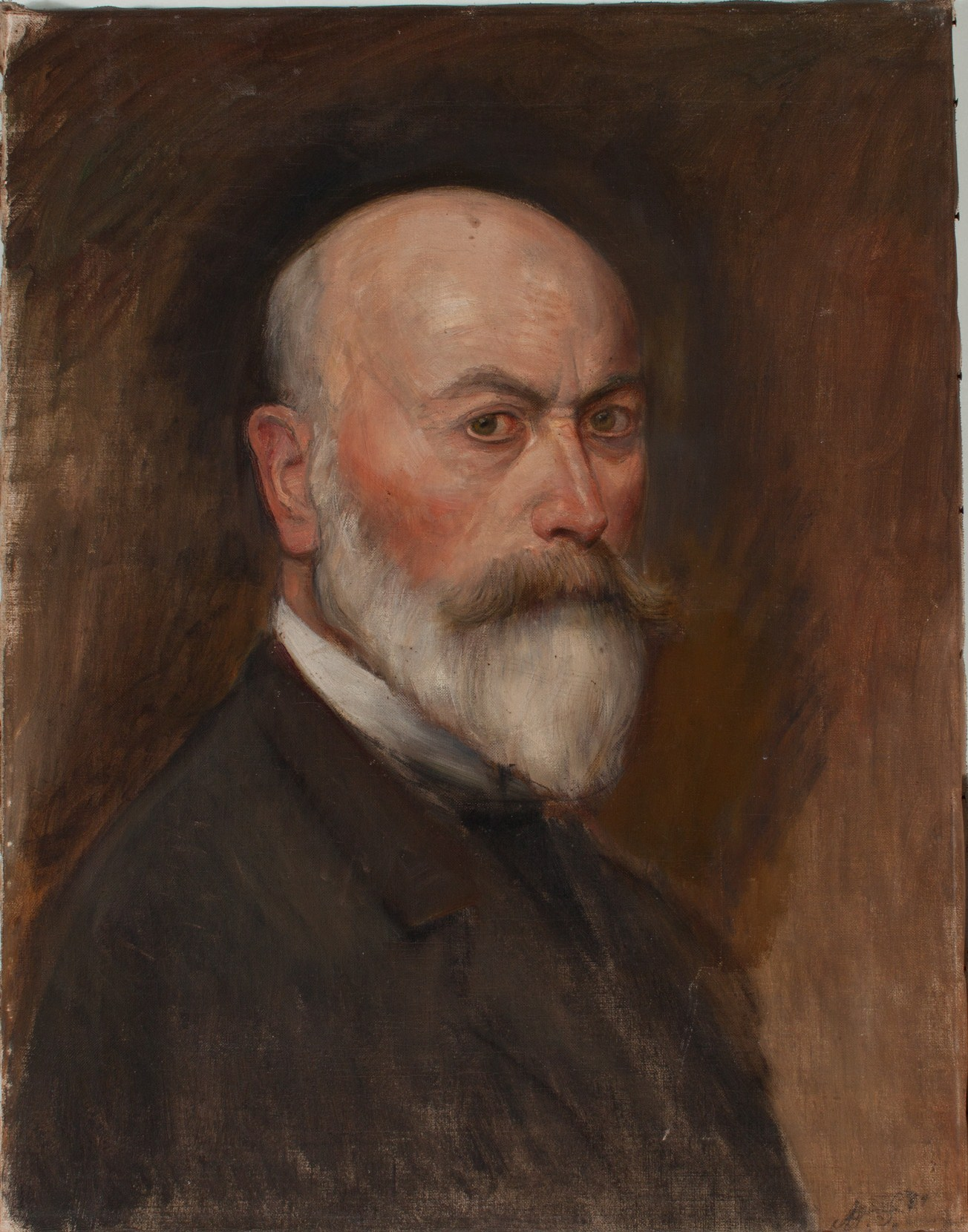
Friedrich Albert Schmidt, Selbstportrait, 1909, Klassikstiftung Weimar, Bestandskatalog G 1052

Friedrich Albert Schmidt (* 9. Dezember 1846 in Sundhausen, Elsass; † 24. Januar 1916 in Weimar) war ein deutscher Landschaftsmaler, Zeichner und Grafiker. Er zählt zum Künstlerkreis der Weimarer Malerschule.

## Leben
Schmidt war Sohn des Pfarrers Christian Friedrich Schmidt. Nach seiner Lehre als Musterzeichner für Kattundrucke arbeitete er mehrere Jahre in Paris. 1871 gab er seinen Beruf auf und immatrikulierte sich am 31. Oktober 1871 zum Studium an der Königlichen Kunstakademie München. Er besuchte die Naturklasse von Hermann Anschütz und die Malklasse von Wilhelm von Dietz. Die Jahre ab Sommer 1874 bis 1878 verbrachte er erneut in Paris. Er wurde Schüler von Eugène Lavieille und kam dadurch in Kontakt zu den zeitgenössischen Künstlern der Schule von Barbizon, allen voran Corot und Daubigny. Die neue Sicht von realistischer Naturdarstellung im Gegensatz zur klassisch-idealistischen Landschaftskomposition prägt ab jetzt Schmidts Schaffen. Insbesondere Lavieilles Sichtweise beim Erfassen von Stimmungen im Verlauf der Tages- und Jahreszeiten und dessen Vorliebe für Motive bei Dämmerung und in Mondnächten wirken nachhaltig auf den Künstler und finden ihre Fortsetzung bis in die späten Weimarer Arbeiten. Auf den Ausstellungen des Salon de Paris von 1876 und 1878 war er mit drei Bildern vertreten.
Im Herbst 1878 reiste Schmitt für landschaftliche Studien nach Italien und verbrachte die Wintermonate mit Studien von Werken der Alten Meister in den Museen und Galerien Roms. 1879 kam er mit Empfehlungsschreiben der Familien Parmentier und Passini zu Arnold Böcklin nach Florenz. Er wurde dessen Schüler und Freund und begleitete ihn im Juli 1880 nach Ischia und zu den Ponza-Inseln. Die Jahre bis 1884, in denen er fast täglich in Kontakt mit Böcklin stand, haben vor allem Schmidts malerische Ausdruckskraft nachhaltig geprägt. Nach den Lehrjahren im Erfassen von Stimmungen unter Lavieilles Meisterschaft folgten nun die florentiner Jahre mit Böcklins rauschender Farb- und Ausdruckskraft. Beide großen Lehrmeister gaben die entscheidenden Impulse für Schmidts Weg zur malerischen und künstlerischen Entwicklung und Eigenständigkeit. Seine stimmungsgeprägten Gemälde der frühen Weimarer Jahre zeigen in unaufdringlicher Gestaltung und Motivwahl seine meisterliche Kombination von Ausdruckskraft und Stimmungserfassung, die bis weit über die Jahrhundertwende fortwirkt.
Eine kurze Zwischenstation 1884/85 in Karlsruhe in die Nähe des erkrankten Vaters brachte ihn in engeren Kontakt zu Ferdinand Keller, Lehrer an der Kunstakademie Karlsruhe, in dessen Nachlass sich mehrere von Schmidts Skizzenblättern befanden.
Ab 1885 lebte er in Weimar und folgte damit dem Ruf des Großherzogs Carl Alexander von Sachsen-Weimar-Eisenach. Dieser stellte ihm ein Freiatelier zur Verfügung. Nach seinem Umzug unterrichtete Schmidt als Gastdozent an der Großherzoglich-Sächsischen Kunstschule Weimar. Nach seiner Heirat 1886 mit der Weimarerin Berta Walther ließ sich Schmidt endgültig in der Stadt nieder. 1905 verlieh ihm Großherzog Wilhelm Ernst von Sachsen-Weimar-Eisenach den Professorentitel.
Ab Mitte der 1890er Jahre folgten längere Auslandsaufenthalte in Italien, Holland und Frankreich. In Deutschland reizten ihn abseits von Weimar und seinem Umland vor allem der Chiemgau und das Berchtesgadener Land. Nach der Jahrhundertwende erhöhten sich Anzahl und Zeitraum seiner Reisen. Vorzugsziel wurde Italien mit Schwerpunkt an der westlichen Riviera. 1905/06 verbrachte er die Wintermonate auf Capri und Sizilien. Ab 1906 unternahm er kaum noch Reisen. Bekannt sind bisher nur die Reisen 1908 in den Schwarzwald sowie 1911 an die Ostsee. Im Sommer 1913 erlitt Schmidt einen Schlaganfall. Er starb am 24. Januar 1916 in Weimar.

## Werk

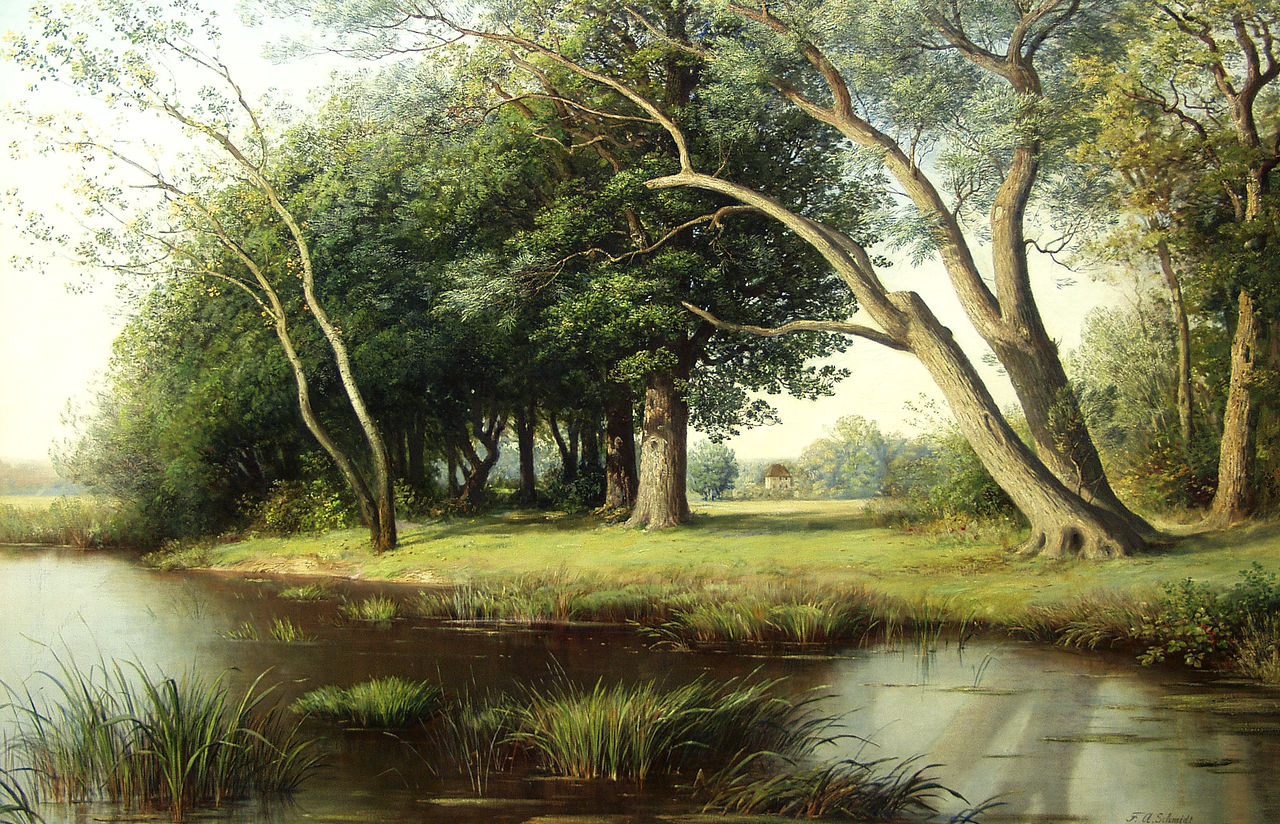
Friedrich Albert Schmidt, Parklandschaft in Weimar, 1894, Nordseemuseum Husum, Nissenhaus

Die Wanderjahre nach Frankreich zu Lavieille mit dessen Umfeld der Barbizon-Künstler sowie insbesondere die Jahre mit Böcklin haben Schmidts künstlerische Entwicklung in Ausdrucksform und Darstellung dauerhaft geprägt. Sie finden zumindest bis zur Jahrhundertwende sichtbaren Ausdruck in seinem künstlerischen Schaffen. Besonders zeigt sich dies in den Gemälden der frühen Weimarer Jahre bis Ende der 1880er Jahre. Sie sind mit viel Liebe im Festhalten von Stimmungen und naturgetreuer Erfassung von Details, feinmalerisch in der Gestaltung und in braun-grünlichem Farbton ausgeführt. Die Palette ist dunkel.
Schmidt zählt zu den Malern des Realismus im Übergang zum Impressionismus. Er wird von Malstil und Motivwahl der Weimarer Malerschule zugerechnet. Als Landschaftsmaler arbeitete er im Freien und im Atelier. Mit Vorliebe zeichnete er die wechselnden Stimmungen von Licht und Farben bei Dämmerung und in den Abendstunden im Verlauf der Jahreszeiten. In diesen Jahren ist besonders seine Nähe zu Lavieille und dessen Künstlerumfeld von Barbizon unverkennbar, aber auch zu Weimarer Künstlern wie Tübbecke, Weichberger, Hagen und Buchholz. Die zunächst feinmalerische Darstellung bei dunkler Palette verändert sich mit Beginn der 1890er Jahre. Seine Bilder werden insgesamt heller und farbiger, darin ähnlich den meisten Künstlern der Weimarer Malerschule. Es mehren sich Motive mit lichtdurchfluteten Parks und Landschaften. Ab Mitte der 1890er Jahre wird die feinmalerische Darstellung seltener und ist bis zur Jahrhundertwende kaum noch zu finden. Der Farbauftrag wird zunehmend flächiger.
Schmidt war zwar künstlerisch immer auf der Suche nach neuen Wegen und experimentierte mit Tuschezeichnungen, Radierungen und Grafiken, ebenso wie mit Portrait- und Landschaftsmotiven, doch letztlich blieb er der Landschaftsmalerei und den Ölfarben verbunden.
Die sich ab 1895 mehrenden längeren Reisen fanden ihren Niederschlag nicht nur in der Farb-Palette und Pinselführung, sondern besonders in der Motivwahl. Die Bilder dieser noch kurzen Reisen nach Italien, ins Berchtesgadener Land, nach Holland und Frankreich belegen eine zunehmende Veränderung in der Erfassung von Stimmungen und Ausdrucksformen. Seine Liebe nach der Jahrhundertwende galt aber ungeteilt Italien. Die im Zuge vieler Reisen bis 1906 entstandenen Bilder dokumentieren eine neue, in sich selbst sich eindeutig abgrenzende Ära. Mit den Schwarzwaldbildern von 1908 knüpfte er in Gestaltung und Palette aber erneut an seine Malweise der 1890er Jahre an.

## Auswahl von Werken
Zu den bedeutendsten Werken des Künstlers zählen Frühwerke aus den gemeinsamen Jahren mit Böcklin sowie die Bilder aus den ersten Weimarer Jahren bis etwa 1895. Die Berliner Jubiläumsausstellung 1886 wurde seine erste große Ausstellung in Deutschland. Ihr folgten zügig die weiteren großen internationalen Ausstellungen in Berlin, Leipzig und München, auf denen einige seiner Bilder gezeigt wurden. Einen namentlichen Überblick hierzu gibt F. Bötticher. Aus dessen Liste werden stellvertretend herausgehoben:
Sireneninsel, entstanden um 1883, ausgestellt auf der Berliner Jubiläumsausstellung 1886;
Abendstille Frühlingslandschaft, ausgestellt auf der Berliner Kunstausstellung 1888 und
Dämmerung, ausgestellt auf der Münchener Jahresausstellung 1889. Das Bild Dämmerung schenkte der Künstlers 1898 seinem Förderer Großherzog Carl Alexander zu dessen 80. Geburtstag. Es befindet sich heute im Besitz der Klassik Stiftung Weimar

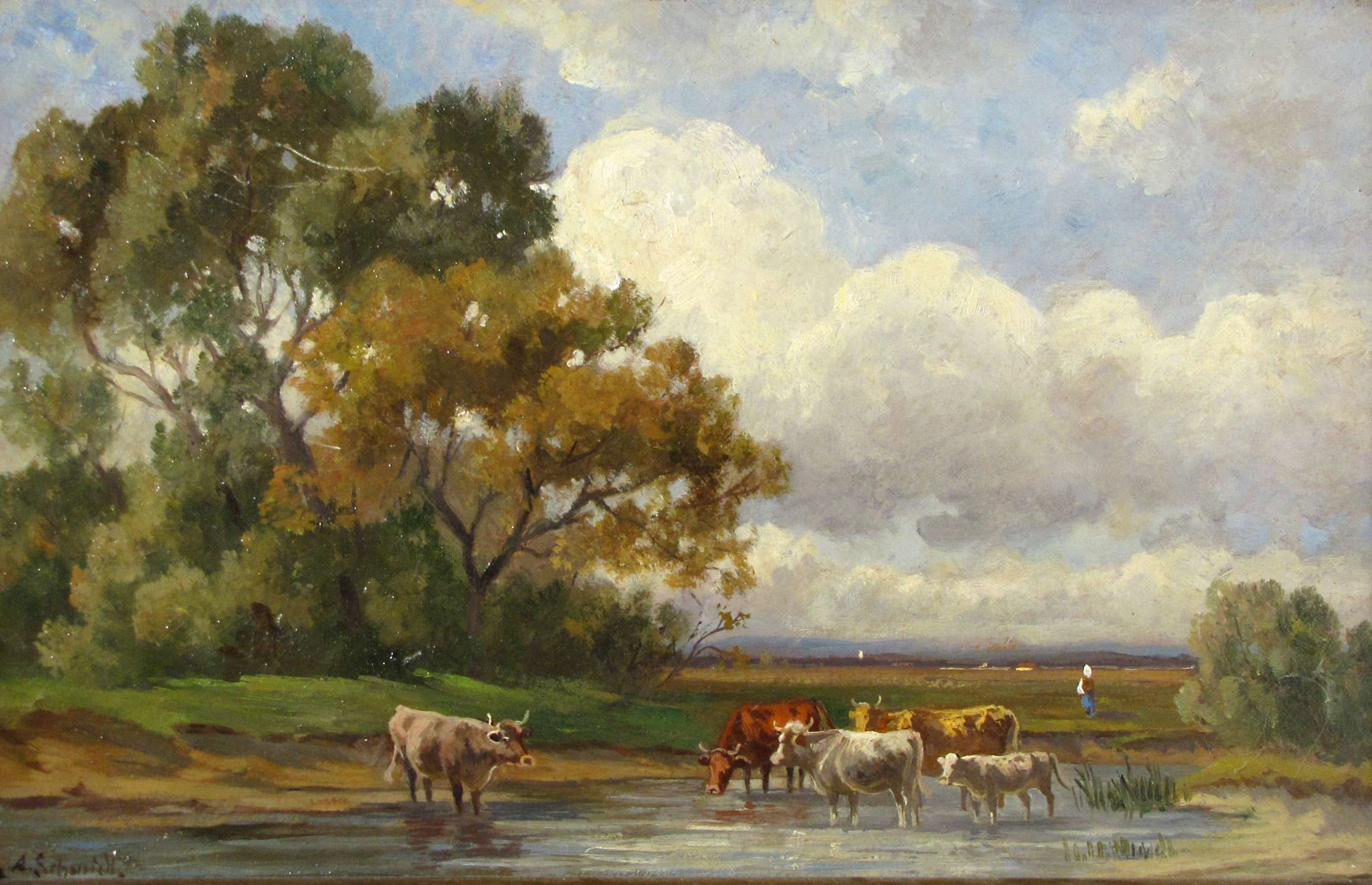
Friedrich Albert Schmidt, Landschaft mit Kühen am Wasserloch, Muscarelle Museum of Art at the College of William & Mary